# Giustizia e Libertà

Logo di Giustizia e Libertà

Giustizia e Libertà fu un movimento politico liberal-socialista fondato a Parigi nell'agosto del 1929 da un gruppo di esuli antifascisti, tra cui emerse come punto di riferimento Carlo Rosselli.
Il movimento era vario per tendenze politiche e per provenienza dei componenti, ma era comune la volontà di organizzare un'opposizione attiva ed efficace al fascismo, in contrasto con l'atteggiamento dei vecchi partiti antifascisti, giudicati deboli e rinunciatari.
Il movimento Giustizia e Libertà svolse anche un'importantissima funzione di informazione e sensibilizzazione nei confronti dell'opinione pubblica internazionale, svelando la realtà dell'Italia fascista che si nascondeva dietro la propaganda di regime, in particolare grazie all'azione di Gaetano Salvemini, che era stato l'ispiratore del gruppo e il maestro di Rosselli.

## Storia

### Fondazione

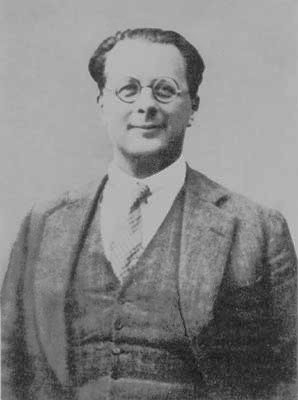
Carlo Rosselli, figura di spicco del movimento Giustizia e Libertà

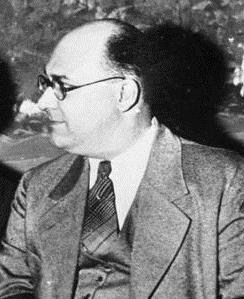
Gaetano Salvemini, maestro di Rosselli

Alla fine del 1926, Carlo Rosselli, antifascista, iscritto al Partito Socialista Unitario (PSU) di Filippo Turati e di Giacomo Matteotti, allievo del liberal-socialista Gaetano Salvemini, venne arrestato e condotto prima nel carcere di Carrara e in seguito in quello di Como.
Nel dicembre del 1926 fu condannato al confino per 5 anni da scontare a Lipari. Tentò la fuga più volte, senza successo. Solamente il 27 luglio 1929, a bordo di un motoscafo, assieme ai compagni di confino Francesco Fausto Nitti e Emilio Lussu (avvocato e leader del Partito Sardo d'Azione), riuscì nell'impresa e, il 1º agosto, via Marsiglia, raggiunse Parigi.
Rosselli e Lussu si trasferirono all'Hôtel du Nord de Champagne, a Montmartre; dove nacque il movimento Giustizia e Libertà, grazie anche al contributo di altri fuoriusciti antifascisti, tra cui proprio Salvemini, residente in Saint-Germain-en-Laye presso l'abitazione del giornalista Alberto Tarchiani. Il simbolo del movimento - una fiamma, con nel mezzo le sigle G e L - fu disegnato da Gioacchino Dolci, un altro esule che aveva partecipato all'organizzazione dell'evasione di Rosselli da Lipari. Oltre agli esuli indicati sopra, aderirono al nuovo movimento anche Alberto Cianca, Raffaele Rossetti, Francesco Fausto e Vincenzo Nitti. I triumviri incaricati di guidare il movimento furono Carlo Rosselli, Emilio Lussu e Alberto Tarchiani.
Giustizia e Libertà non nasceva come partito, ma come movimento rivoluzionario e insurrezionale in grado di riunire tutte le formazioni non comuniste che intendevano combattere e porre fine al regime fascista, cavalcando la pregiudiziale repubblicana. Così si apriva il primo numero del periodico pubblicato dal gruppo:

### Obiettivi e programmi

Francesco Fausto Nitti

L'obiettivo di "Giustizia e Libertà" era quindi quello di preparare le condizioni per una rivoluzione antifascista in Italia che non si limitasse a restaurare il vecchio ordine liberale, ma in grado di creare un modello di democrazia avanzato e al passo con i tempi, aperto agli ideali di giustizia sociale, sapendosi inserire nella realtà nazionale e in particolare raccogliendo l'eredità del Risorgimento. Riprendendo le idee di Piero Gobetti, di cui era stato collaboratore, Rosselli considera il fascismo una manifestazione di antichi mali della società italiana e si propone quindi non solo di sradicare il regime mussoliniano, ma anche di rimuovere le condizioni politiche, sociali, economiche e culturali che lo avevano reso possibile.
Il motto, coniato da Lussu, era "Insorgere! Risorgere!" e anche - come recita il primo bollettino mensile di GL - "non vinceranno in un giorno, ma vinceranno": anche se non saranno tutti loro i diretti testimoni di questa vittoria, lo sarà l'Italia repubblicana.
Nel 1930 Carlo Rosselli pubblicò a Parigi, presso la Librairie Valois, il testo teorico del movimento, Socialisme Libéral, scritto l'anno precedente a Lipari; il testo sarà per la prima volta ristampato in Italia nel 1945, a cura di Aldo Garosci. Secondo Norberto Bobbio, gli intenti e le conclusioni a cui Carlo Rosselli vuole giungere sono, prima tra tutte, la necessità di una "rottura tra marxismo e socialismo" e, dunque, la possibilità di essere socialisti senza essere marxisti. Se il socialismo era stato considerato, in modo peculiare dal movimento operaio italiano, inscindibile dal sistema marxista, era giunto il tempo di riconsiderare il suo ruolo alla luce di una compatibilità possibile con il liberalismo:
(Carlo Rosselli.)
In una lettera a Garosci, Gaetano Salvemini, al contrario, stroncò senza riserve il socialismo liberale di Rosselli e non si astenne dal definirlo come «l'eruzione vulcanica di un giovane entusiasta e non un'opera critica, equilibrata e sostanziosa in cui era incapsulata una idea fondamentale: la ricerca di un socialismo che facesse sua la dottrina liberale e non la ripudiasse o assumesse di fronte ad essa una posizione indifferente o equivoca».

### GL e la Concentrazione antifascista

Ernesto Rossi

Dopo la confluenza del partito donde proveniva Rosselli, il PSULI di Turati, Treves e Saragat, nel Partito Socialista Italiano di Pietro Nenni (luglio 1930), Giustizia e Libertà iniziò a conformarsi come un vero e proprio partito politico. In tale ottica, Rosselli stipulò un accordo con il Partito Socialista che riconobbe in GL "il movimento unitario dell'azione rivoluzionaria in Italia". Nell'ottobre del 1931, tale accordo fu esteso alla Concentrazione Antifascista, un'associazione di partiti antifascisti alla quale aderiva anche il Partito Repubblicano Italiano. Ciò sancì l'ingresso di Giustizia e Libertà nella "Concentrazione" e l'inclusione della stessa nel comitato esecutivo dell'organizzazione, composto da tre elementi in rappresentanza del PSI, del PRI e di GL, scelti di comune accordo. La Concentrazione Antifascista sembrò così conformarsi come un'associazione di tre forze politiche autonome e paritarie.
L'accordo tra le tre formazioni politiche fu, tuttavia, ben presto segnato da numerosi contrasti: socialisti e repubblicani criticavano come un'"invasione di campo" il programma pubblicato da Rosselli nel primo numero del settimanale Giustizia e Libertà, giudicato operaistico e giacobino. Inoltre, non era ben visto dal PRI e da GL il fatto che il Partito Socialista si orientasse verso un accordo con il Partito Comunista. Questo portò, nel maggio del 1934, allo scioglimento della Concentrazione Antifascista.
Nel frattempo in Italia si erano formati clandestinamente altri nuclei antifascisti legati a GL, presenti soprattutto a Milano, dove si trovavano Ferruccio Parri, Riccardo Bauer e Umberto Ceva; a Bergamo, con Ernesto Rossi, in collegamento con il gruppo milanese; a Torino, con Norberto Bobbio, Giulio Einaudi, Leone Ginzburg, Vittorio Foa, Carlo Levi, Cesare Pavese e Luigi Salvatorelli; a Firenze, con Nello Traquandi; a Roma, con Ugo e Achille Battaglia, Francesco Fancello e Vincenzo Torraca; in Sardegna, con Dino Giacobbe, Cesare Pintus e Michele Saba.
Il gruppo venne subito decapitato a seguito di una spiata che condusse all'arresto (dicembre 1930) di Rossi, Bauer, Fancello, Traquandi, Parri, Torraca, Ceva ed altri. A Torino nel 1934 e maggio '35 vengono arrestati Franco Antonicelli, Norberto Bobbio, Umberto Cosmo, Giulio Einaudi, Leone Ginzburg, Carlo Foà, Vittorio Foa, Michele Giua, Carlo Levi, Gino Levi, Piero Luzzati, Massimo Mila, Giulio Muggia, Cesare Pavese, Battistina Pizzardo, Luigi Salvatorelli, Sion Segre Amar, Gioele Solari. Condannati, Rossi e Bauer scontarono nove anni di carcere, poi commutati in confino, scontati a Ponza e a Ventotene; Fancello e Traquandi: cinque anni di carcere e cinque di confino; Parri: due di carcere e cinque di confino.

### Ruolo nella Guerra civile spagnola

Bandiera della Colonna Italiana, nota anche come Centuria Giustizia e Libertà, che sostenne i repubblicani nella guerra civile spagnola

Nel febbraio 1936, in Spagna, dopo un periodo di grandi difficoltà politiche e sociali (moti rivoluzionari duramente repressi, sospensioni delle libertà civili, drammatiche condizioni sociali della popolazione nel quadro di un sistema economico ancora semifeudale), il Fronte popolare (comprendente il Partito Comunista di Spagna, all'epoca di estrazione marxista e filosovietica) vinse le elezioni.
Le forze nazionaliste e antibolsceviche, che vedevano in pericolo gli interessi delle classi dominanti e le ancestrali tradizioni spagnole (anche religiose), passarono presto al contrattacco: nel luglio i militari di stanza in Marocco, guidati dal generale Francisco Franco, attuarono un pronunciamiento (colpo di Stato militare) contro il governo repubblicano. I militari, che speravano in una vittoria facile e breve, si trovarono contro una massiccia resistenza popolare, che riuscì in poco tempo a fermare l'avanzata delle truppe ribelli e a riequilibrare la situazione. Anche una parte dello stesso esercito (marina e aviazione) si schierò con la Repubblica.
Mentre i governi democratici restavano indifferenti, erano gli intellettuali e i militanti antifascisti di tutta Europa a sentirsi in dovere di portare il loro contributo alla lotta dei repubblicani spagnoli. Giustizia e Libertà fu subito in prima linea. Rosselli convocò tempestivamente una riunione dei gruppi antifascisti per organizzare un'azione comune. In un primo tempo però il partito comunista e il partito socialista decisero di non intervenire in Spagna, per non creare problemi politici al governo repubblicano. Così Giustizia e Libertà decise di agire autonomamente insieme ad altri gruppi antifascisti minori (socialisti massimalisti, anarchici) e, grazie alla disponibilità della CNT-FAI, il sindacato anarchico che organizzò la resistenza in Catalogna, fu creata una Colonna Italiana, composta in maggioranza da anarchici, ma aperta ad antifascisti di tutte le tendenze politiche e al comando di Carlo Rosselli insieme a Camillo Berneri. Repubblicani e giellini presto uscirono e su iniziativa di Carlo Rosselli fu costituito il battaglione Matteotti.

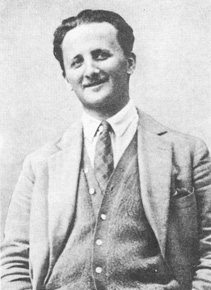
Nello Rosselli

Solo successivamente, dopo l'appoggio dell'URSS ai repubblicani spagnoli e la nascita delle Brigate internazionali, i partiti comunista, socialista e repubblicano si accordarono per formare una legione unitaria, e il Matteotti fu inglobato nel Battaglione Garibaldi, che divenne brigata e operò lontano dalla Catalogna. La formazione di Rosselli si trovò isolata e, con la militarizzazione della resistenza popolare, si aprirono contrasti tra gli anarchici intransigenti, insofferenti a ogni disciplina, e lo stesso Rosselli. Quest'ultimo, che nel frattempo si era ammalato, decise di lasciare la Spagna temporaneamente per curarsi ma, il 9 giugno 1937 a Bagnoles-de-l'Orne, poco dopo il suo rientro in Francia, venne ucciso insieme al fratello Nello da sicari di una formazione della destra francese filofascista.

### Giustizia e Libertà dopo la morte dei Rosselli

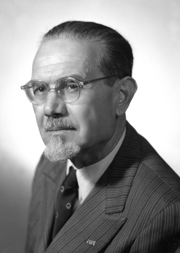
Emilio Lussu

Dopo l'omicidio dei fratelli Rosselli, la guida del movimento venne assunta da Emilio Lussu, che impresse a GL una forte impronta socialista. Ciò provocò il dissenso e il distacco di numerosi componenti, tra i quali Alberto Tarchiani, che andò ad affiancare Randolfo Pacciardi alla direzione della pubblicazione repubblicana La Giovine Italia (1937). Giustizia e Libertà si indebolì ulteriormente a causa della "diaspora" conseguente alla minaccia bellica della Germania nazista.
Nel settembre del 1939 Salvemini, rifugiatosi negli Stati Uniti, diede vita alla Mazzini Society, di cui il giornalista Max Ascoli assunse la presidenza. La nuova associazione si proponeva di contribuire all'orientamento dell'opinione pubblica americana di fronte alla questione italiana, ma aveva una forte connotazione repubblicana e liberaldemocratica.
Con l'ingresso delle truppe tedesche in Francia, quasi tutti i dirigenti cercarono scampo altrove. Alberto Tarchiani raggiunse Salvemini a New York e assunse la segreteria della Mazzini Society. Paolo Vittorelli, rifugiatosi al Cairo, fondò Giustizia e libertà - Egitto, che svolse un'intensa attività propagandistica rivolta soprattutto ai militari italiani prigionieri dei britannici. Anche Lussu, nel giugno del 1940, fu costretto a lasciare la Francia per il Portogallo e quindi per l'Inghilterra.
Nell'ottobre 1941 Silvio Trentin e Francesco Fausto Nitti sottoscrissero in Francia, ancora a nome di GL, un accordo unitario con comunisti e socialisti. Contemporaneamente (1941), dal confino di Ventotene, Ernesto Rossi, insieme al comunista dissidente Altiero Spinelli e al socialista Eugenio Colorni, redasse il Manifesto di Ventotene, il primo documento ufficiale prefigurante l'istituzione di un'Unione europea di tipo federalista. Nel gennaio 1942, negli Stati Uniti, un gruppo riunito attorno a Bruno Zevi fondò i "Quaderni Italiani", che divennero luogo di dibattito sui temi del liberalsocialismo.
Lussu rientrò clandestinamente in Francia nel luglio 1942 e si incontrò con esponenti socialisti e comunisti per un patto d'unità d'azione dei partiti italiani di sinistra. L'accordo fu firmato il 3 marzo 1943 a Lione e fissava il quadro di un impegno programmatico a costituire un Comitato d'azione per l'unione del popolo italiano, alle cui decisioni i militanti dei tre partiti dovevano essere vincolati.
Giustizia e Libertà si dissolse, sostanzialmente, con il progressivo rientro in Italia dei suoi militanti, dopo il 25 luglio 1943 e la loro adesione ad altri partiti. In particolare, Emilio Lussu rientrò a Roma il 15 agosto e fu subito inserito negli organismi di vertice del Partito d'Azione. Tale operazione fu una precisa scelta politica del gruppo dirigente azionista, in particolare di Ugo La Malfa.
Rossi aderì al P.d'A. dopo un convegno a Milano, tenutosi tra il 27 e il 28 agosto, mentre Spinelli attese ancora alcuni mesi (dic. 1943). Trentin giunse in Italia il 6 settembre e fu subito investito della direzione veneta del Partito d'Azione.
Il 29 ottobre 1943, Emilio Lussu scrisse al “centro meridionale del Partito d'Azione” che mai il partito avrebbe collaborato con Badoglio e con la monarchia e di non preoccuparsi che GL scomparisse, perché “GL e PdA sono la stessa cosa e sarebbe fuori luogo ora far questione di denominazione”.

## Eredità politica di Giustizia e Libertà

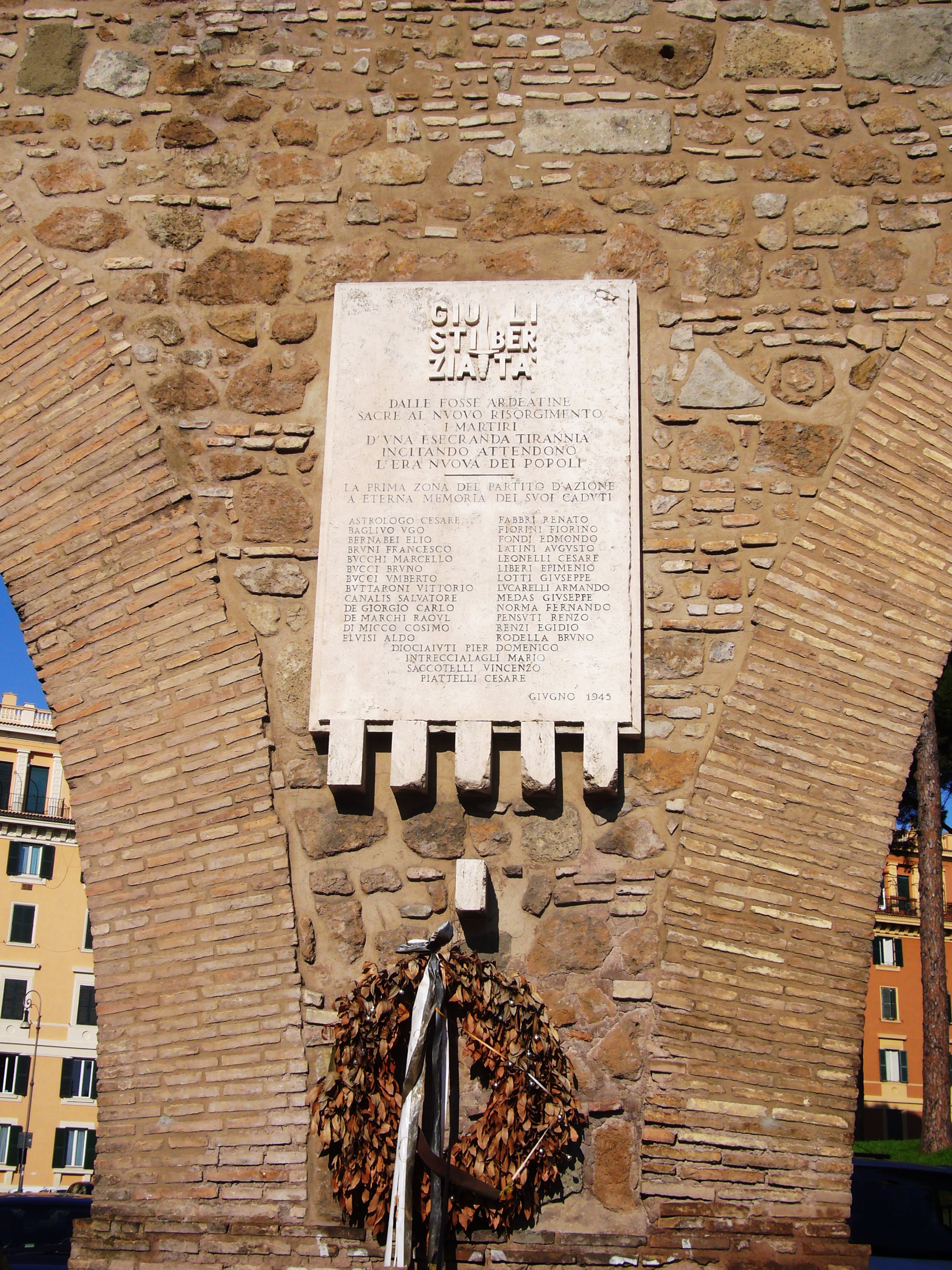
Memoria dei caduti di Giustizia e Libertà alle Fosse Ardeatine al Passetto di Borgo

### Il Partito d'Azione e la Resistenza italiana
In Italia, un gruppo degli oppositori democratici ancora a piede libero aveva sentito l'esigenza di costituire un nuovo soggetto politico. Il 4 giugno 1942, nella casa romana di Federico Comandini, infatti, si era formato clandestinamente il Partito d'Azione. La nuova formazione era costituita, in particolare, da personalità repubblicane di estrazione liberal democratica, come Ugo La Malfa, Adolfo Tino e Mario Bracci, insieme a personalità del mondo progressista e radicale come Guido Dorso, Tommaso Fiore, Luigi Salvatorelli, Adolfo Omodeo e ai liberalsocialisti di Guido Calogero, Norberto Bobbio e Tristano Codignola. L'elaborazione politica di quest'ultimi si era sviluppata in via del tutto autonoma da quella di Giustizia e Libertà.
I giellisti aderirono progressivamente al nuovo partito, che, dopo l'8 settembre 1943, rappresentò l'organizzazione a cui facevano riferimento i combattenti partigiani delle Brigate Giustizia e Libertà. Oltre a Lussu, Rossi e Trentin, entrarono nel Pd'A anche Alberto Tarchiani e Alberto Cianca (per ricordare solo gli esponenti principali).
Il Partito d'Azione riuscì a presentarsi come un partito che lottava per un cambiamento radicale della società italiana, rompendo con intransigenza con il fascismo e anche con l'Italia pre-fascista, contrapponendosi in questo ai liberali; per una società laica e secolarizzata, contrapponendosi ai democristiani, per una società democratica e progressista, ma pluralista e con ordinamenti politici liberali, contrapponendosi ai comunisti, ancora saldamente legati all'Unione Sovietica. Per questi motivi distintivi riuscì a raccogliere vasti consensi tra le persone desiderose di combattere contro il nazifascismo, caratterizzandosi comunque come un movimento piuttosto elitario.
Durante la guerra partigiana, il Partito d'Azione fu attivo nell'organizzazione di formazioni partigiane, tra le quali si ricordano le brigate Giustizia e Libertà. Numericamente, le formazioni GL (dette "gielline" o "gielliste") erano seconde soltanto a quelle "garibaldine", riconducibili al Partito Comunista. I partigiani giellini si riconoscevano per i fazzoletti di colore verde.
Tra costoro - tutti facenti parte del Partito d'Azione - si possono ricordare Ferruccio Parri, nominato dal Comitato di Liberazione Nazionale (CLN) comandante militare unico della Resistenza, Antonio Giuriolo e Riccardo Lombardi, nominato nel 1945 prefetto di Milano dal CLN dell'Alta Italia (CLNAI).

### Lo scioglimento del Partito d'Azione
Il Partito d'Azione, fondato nel 1942, fu l'erede principale del movimento GL ma, nell'immediato dopoguerra si divise in due correnti: una socialista, guidata da Emilio Lussu, e una liberaldemocratica, guidata da Ugo La Malfa. Riccardo Lombardi e Vittorio Foa tentarono invano di organizzare una terza corrente che fungesse da ponte fra le due ali estreme. La divisione interna si manifestò insanabile: dopo che la minoranza liberaldemocratica aveva già aderito al Partito Repubblicano Italiano, il 20 ottobre 1947 la maggioranza socialista confluì nel Partito Socialista Italiano e il PdA fu sciolto.

### L'esperienza diUnità Popolare
Una componente minoritaria del Partito d'azione (Piero Calamandrei, Tristano Codignola, Aldo Garosci, Paolo Vittorelli) non confluì nel Partito Socialista Italiano e, al momento dello scioglimento del partito, formò il movimento “Azione Socialista Giustizia e Libertà” che mantenne la proprietà della testata giornalistica L'Italia Socialista (già: L'Italia libera), con la direzione di Garosci. “Azione Socialista Giustizia e Libertà”, l'8 febbraio 1948, a Milano, poi, dette vita all'Unione dei Socialisti, insieme ad alcuni ex giellini indipendenti. L'Unione dei Socialisti partecipò alle elezioni politiche del 1948 nell'ambito della coalizione di Unità Socialista, insieme al PSLI. Il 31 gennaio 1949 confluì ufficialmente nel PSLI che, nell'occasione, cambiò il suo nome in PSDI.
Successivamente, il 1º febbraio 1953, la componente ex azionista del gruppo di Calamandrei e Codignola uscì anche dal PSDI e formò Autonomia Socialista, insediandosi nella vecchia sede fiorentina del soppresso movimento “Azione Socialista Giustizia e Libertà”. Nel frattempo, il 18 gennaio 1953, lo scrittore Carlo Cassola, rifondò ufficialmente Giustizia e Libertà, ma il nuovo movimento si dissolse dopo solo tre mesi. Il 18 aprile 1953, infatti, in vista delle elezioni politiche del 1953, si costituì il movimento Unità Popolare, con l'obiettivo di far fallire la cosiddetta legge elettorale "truffa" varata dal governo De Gasperi. Confluirono nel nuovo movimento sia Autonomia Socialista di Calamandrei, sia Giustizia e Libertà di Carlo Cassola che un gruppo di dissidenti di sinistra del PRI (Unione di Rinascita Repubblicana), guidati da Oliviero Zuccarini e al quale, successivamente, aveva aderito anche Ferruccio Parri.
Aderirono ad Unità Popolare anche ex-azionisti ed intellettuali come Leopoldo Piccardi, Federico Comandini, Giuliano Vassalli e Carlo Levi; il movimento ebbe anche il sostegno di Adriano Olivetti e del suo Movimento Comunità, di Carlo Bo, Norberto Bobbio, Mario Soldati e Leo Valiani. Tuttavia, colto il risultato di non fare scattare per un pugno di voti il premio di maggioranza a favore dei vincitori (la DC e gli alleati centristi), il raggruppamento non riuscì a proporsi come centro di coagulazione di un socialismo democratico di ispirazione non marxista. Dopo l'adesione dell'ala liberaldemocratica (Piccardi, Valiani) nel costituendo Partito Radicale, nel 1957 il movimento votò, a maggioranza, la sua dissoluzione e la confluenza nel Partito Socialista Italiano. Tra i contrari: Oliviero Zuccarini rientrò nel PRI e Aldo Garosci lasciò temporaneamente la politica.

### Il gruppo delMondoe il Partito radicale
Le battaglie laiche, antimonopoliste e antiautoritarie condotte dal Mondo diretto da Mario Pannunzio sfociano nel 1955 nella costituzione del Partito radicale, che comprendeva fra i fondatori numerosi militanti di estrazione giellista e azionista, fra i quali spiccavano Ernesto Rossi e Leo Valiani. Questa esperienza, fra le più innovative del panorama politico italiano, entrò in crisi all'inizio degli anni sessanta, a causa della dura contrapposizione a proposito del "caso Piccardi" fra l'ala di origine azionista (rappresentata da Ernesto Rossi) e quella di origine liberale (guidata dallo stesso Pannunzio), che lasciò un lungo strascico di rancori personali.
Successivamente, singole personalità, fuori e dentro i partiti, nei sindacati, nelle associazioni e sulle colonne dei principali giornali italiani, ripresero e rilanciarono alcuni temi cari a quest'area politica - le fondamenta della democrazia, la difesa della Costituzione, la laicità delle istituzioni repubblicane, lo sviluppo di una forte etica pubblica. Si pensi, per esempio, a Vittorio Foa, Norberto Bobbio, Alessandro Galante Garrone, Leo Valiani, Giorgio Bocca.

### Altri movimenti che si ricollegano aGiustizia e Libertà
Soltanto a partire dagli anni novanta si tentò di riallacciare i rapporti all'interno della diaspora giellista e azionista, dapprima con la costituzione, nel 1993, del Movimento d'azione Giustizia e Libertà (alla cui presidenza fu chiamato Aldo Garosci), in seguito con la costituzione della Federazione nazionale dei circoli Giustizia e Libertà, al cui presidente e coordinatore Vittorio Cimiotta e'succeduto l'avvocato Antonio Caputo, già difensore civico della Regione Piemonte. Quest'ultima è un'"associazione di associazioni" (facente capo allo storico Circolo "Giustizia e Libertà" fondato a Roma nel 1948 e agli altri movimenti presenti in Italia) priva di finalità di tipo partitico, ma esclusivamente di studio e diffusione del patrimonio ideale, culturale e politico di GL e del Pda. Su questi temi collaborò con le fondazioni, gli istituti storici, gli archivi e le associazioni con questo comune interesse. I colori odierni del simbolo di GL sono il rosso ed il nero riconducibili al movimento libertario.
A Torino, nel 1993, si costituì il Movimento d'Azione Giustizia e Libertà (con finalità di politica riconducibili ai partiti della sinistra) sotto l'egida culturale di Alessandro Galante Garrone e di Guido Fubini che lo presiedette sino al decesso. Dal 2010 è presidente Antonio Caputo; ha organizzato e coorganizza importanti eventi, come la manifestazione del 29 aprile 2001 al Cinema Eliseo di Torino che fu occasione per diffondere l'appello di Bobbio, Galante Garrone, Sylos Labini, Pizzorusso, per battere col voto la cosiddetta "casa delle Libertà"; il Palavobis del 2002, "se non ora quando" del 2011.

## Insegne di Grado della Divisione Giustizia e Libertà (GL) "Giacomo Matteotti"
Nel 1944 la Partigiana Francesca Laura Wronowska Fabbri (Milano, 01.01.1924 - Milano, 22.01.2023), detta "Kiky" e "Laura", che militava nella VI Zona Operativa "Liguria" nella Divisione Giustizia e Libertà (GL) "Giacomo Matteotti" del Corpo Volontari della Libertà (CVL) del Comitato di Liberazione Nazionale (CLN), riportò con un disegnò le Insegne di Grado della propria Formazione Partigiana:
 Volontario
 Vice Capo Squadra
 Capo Squadra
 Intendente di Distaccamento
 Vice Comandante di Distaccamento
 Commissario di Distaccamento
 Comandante di Distaccamento
 Intendente di Battaglione
 Vice Commissario di Battaglione
 Comandante di Compagnia
 Aiutante Maggiore di Battaglione
 Commissario di Battaglione
 Comandante di Battaglione
 Capo del Servizio Informazioni Politiche di Brigata
 Aiutante Maggiore di Brigata
 Capo di Stato Maggiore di Brigata

## Persone legate a Giustizia e Libertà
Ispiratori ideali, esponenti di spicco del Movimento e delle formazioni partigiane GL o del Partito d'Azione:
- Giorgio Agosti
- Pilo Albertelli
- Franco Antonicelli
- Antonio Armino
- Max Ascoli
- Ugo Baglivo
- Vincenzo Baldazzi
- Luigi Battisti
- Riccardo Bauer
- Libero Battistelli
- Enzo Biagi
- Dante Livio Bianco
- Norberto Bobbio
- Giorgio Bocca
- Luciano Bolis
- Paolo Braccini
- Ferdinando Burlando
- Ugo Buzzolan
- Andrea Caffi
- Piero Calamandrei
- Umberto Calosso
- Antonio Canepa
- Vincenzo Cavallari
- Vindice Cavallera
- Bianca Ceva
- Umberto Ceva
- Nicola Chiaromonte
- Vincenzo Ciaffi
- Alberto Cianca
- Franco Colombo
- Federico Comandini
- Alfredo Contri
- Vittorio De Caprariis
- Attilio De Feo
- Vero Del Carpio
- Gioacchino Dolci
- Aldo Eluisi
- Vittorio Bodini
- Ugo Procacci

- Adriano Bet
- Mario Merz
- Oriana Fallaci
- Vittorio Foa
- Francesco Fancello
- Guido Fubini
- Alessandro Galante Garrone
- Carlo Galante Garrone
- Tancredi Duccio Galimberti
- Aldo Garosci
- Marcello Garosi
- Ludovico Geymonat
- Dino Giacobbe
- Leone Ginzburg
- Michele Giua
- Renzo Giua
- Vittorio Mario Giuliani
- Antonio Giuriolo
- Piero Gobetti
- Ada Gobetti
- Enzo Ianni
- Gennaro Inserviente
- Ugo La Malfa
- Alessandro Levi
- Carlo Levi
- Primo Levi
- Riccardo Lombardi
- Emilio Lussu
- Joyce Lussu
- Piero Luzzati
- Francesco Martella
- Renato Mazzolani
- Luigi Meneghello
- Massimo Mila
- Eugenio Montale
- Umberto Morra di Lavriano
- Giulio Muggia
- Francesco Fausto Nitti
- Adriano Olivetti

- Massimo Ottolenghi
- Italo Oxilia
- Gaetano Parmeggiani
- Ferruccio Parri
- Cesare Pavese
- Aurelio Peccei
- Cesare Pintus
- Alfredo Pizzoni
- Carlo Ludovico Ragghianti
- Egidio Renzi
- Nuto Revelli
- Lalla Romano
- Carlo Rosselli
- Nello Rosselli
- Ernesto Rossi
- Manlio Rossi-Doria
- Michele Saba
- Max Salvadori
- Gaetano Salvemini
- Stefano Siglienti
- Giovanni Sissa
- Paolo Spriano
- Bruna Talluri
- Alberto Tarchiani
- Lorenzino Tornabuoni
- Gino Tozzi
- Bruno Trentin
- Silvio Trentin
- Leo Valiani
- Bruno Vasari
- Franco Venturi
- Aldo Visalberghi
- Paolo Battino Vittorelli
- Andrea Zanzotto
- Giuseppe Zuddas
- Mario Spinetti detto "Lorenzo"
- Giovanni Pagani (militare)
- Luigi Cavalieri